# アスリートLiveTV
アスリートLiveTVは、BS日テレにて2008年4月6日より放送開始したスポーツ情報番組。

## 番組概要
毎週日曜 20：00～20：54放送。
BS日テレ開局以来放送されてきた「スーパー・スポーツ・マガジン」→「SpoMaga」に代わり放送開始。

## 出演者
- 司会進行
  - 山本舞衣子（日本テレビアナウンサー）
- コメンテーター
  - 宮本和知
  - 荻原次晴

## 主なコーナー
- 超速報!Sports live
- One Week Sports
- LOOK BACK
- THE 次晴目線
- Gの魂